# K-marco
En álgebra lineal, una rama de las matemáticas, un k-marco es un conjunto parcialmente ordenado de k vectores linealmente independientes de un espacio vectorial. Por lo tanto k ≤ n, donde n es la dimensión del espacio, y un n-marco es precisamente una base ordenada.
Si los vectores son ortogonales u ortonormales, el marco se denomina marco ortogonal o marco ortonormal, respectivamente.

## Propiedades
- El conjunto de k-marcos (particularmente, el conjunto de k-marcos ortonormales) en un espacio vectorial dado X se conoce como variedad de Stiefel[1] y se denota como Vk(X).
- Un k-marco define un paralelotopo (un paralelepípedo generalizado); el volumen se puede calcular mediante un determinante de Gram.

### Geometría de Riemann
- Marco ortonormal
- Marco móvil